# Expedició 33
L'Expedició 33 va ser la 33a estada de llarga durada a l'Estació Espacial Internacional (ISS). Va començar el 16 de setembre de 2012 amb la partida de l'ISS de la nau Soiuz TMA-04M, que va transportar a l'Expedició 32 cap a la Terra.

## Tripulació

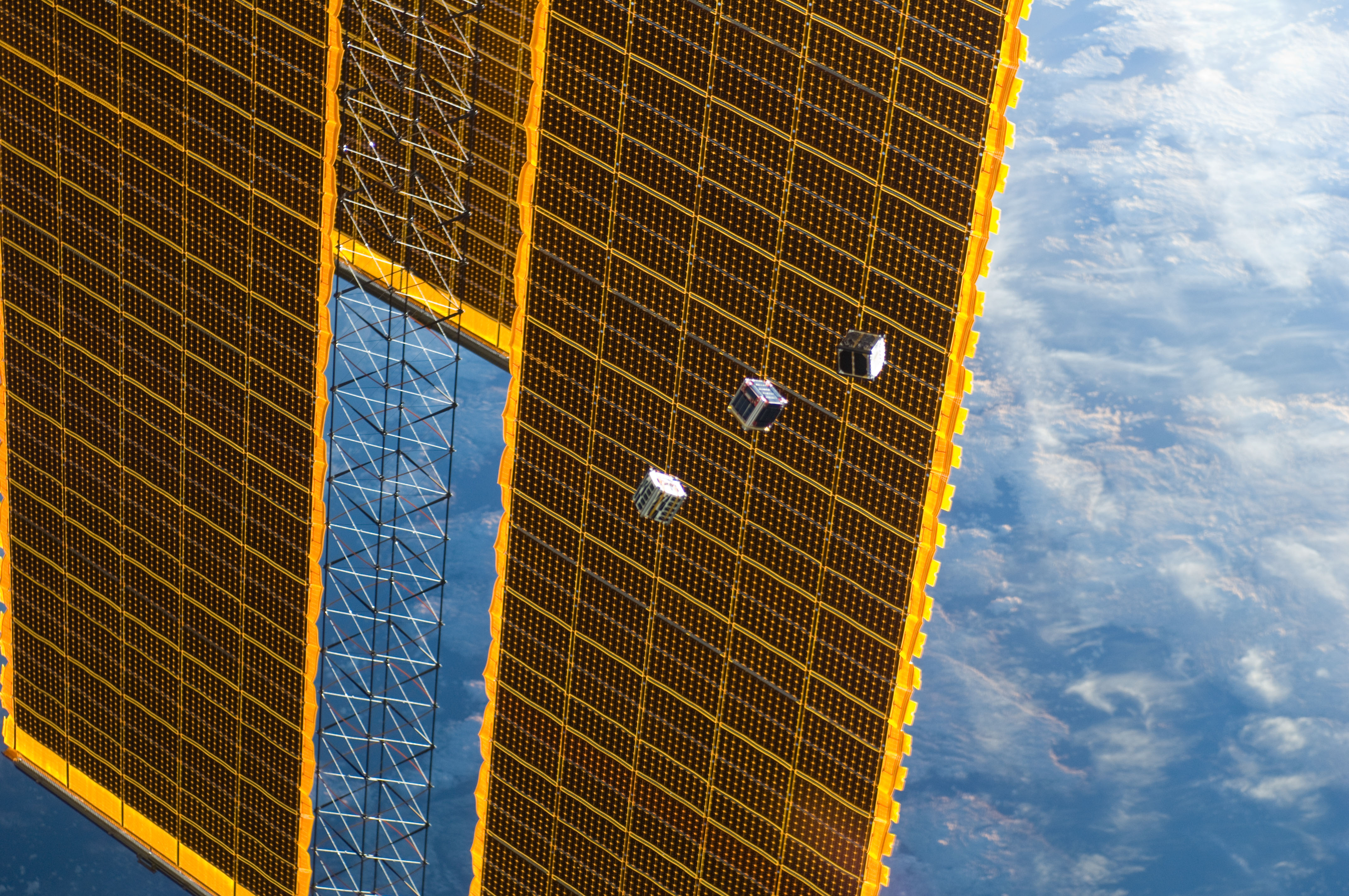
CubeSats llançats pels tripulants de l'Expedició 33 el 4 d'octubre de 2012.

| Posició           | Primera Part (Setembre de 2012 a octubre de 2012) | Segona Part (Octubre de 2012 a novembre de 2012) |
| ----------------- | ------------------------------------------------- | ------------------------------------------------ |
| Comandant         | Sunita Williams, NASA Segon vol espacial          | Sunita Williams, NASA Segon vol espacial         |
| Enginyer de Vol 1 | Iuri Malentxenko, RSA Cinquè vol espacial         | Iuri Malentxenko, RSA Cinquè vol espacial        |
| Enginyer de Vol 2 | Akihiko Hoshide, JAXA Segon vol espacial          | Akihiko Hoshide, JAXA Segon vol espacial         |
| Enginyer de Vol 3 |                                                   | Kevin A. Ford, NASA Segon vol espacial           |
| Enginyer de Vol 4 |                                                   | Oleg Novitskiy, RSA Primer vol espacial          |
| Enginyer de Vol 5 |                                                   | Evgeny Tarelkin, RSA Primer vol espacial         |

FontNASA

## Experiments importants
La tripulació va experimentar amb èxit el protocol de Xarxes Tolerants al Retard (DTN en anglès) i van controlar un robot de Lego de la Terra des de l'espai.